# Grèce au Concours Eurovision de la chanson 1974
La Grèce a participé au Concours Eurovision de la chanson 1974 le 6 avril à Brighton (Angleterre), au Royaume-Uni. 
C'est la première participation de la Grèce au Concours Eurovision de la chanson. La Grèce s'est retirée du concours l'année suivante avant d'y retourner en 1976.
Le pays est représenté par la chanteuse Marinella et la chanson Krasí, thálassa ke t'agóri mou (en) (Κρασί, θάλασσα και τ' αγόρι μου), sélectionnées en interne par l'EIRT.

## Sélection interne
Le radiodiffuseur grec, Ethnikó Ídryma Radiofonías Tileoráseos (EIRT, « Fondation nationale de radiodiffusion et télévision », aujourd'hui ERT), choisit l'artiste et la chanson en interne pour représenter la Grèce au Concours Eurovision de la chanson 1974.
Lors de cette sélection, c'est la chanson Krasí, thálassa ke t'agóri mou (Κρασί, θάλασσα και τ' αγόρι μου) interprétée par la chanteuse Marinella qui fut choisie avec le compositeur de la chanson Giorgos Katsaros comme chef d'orchestre.
| Ordre | Interprète | Chanson                             | Langue |
| ----- | ---------- | ----------------------------------- | ------ |
| 1     | Marinella  | Krasí, thálassa ke t'agóri mou (en) | Grec   |

## À l'Eurovision
Chaque pays a un jury de dix personnes. Chaque juré attribue un point à sa chanson préférée.

### Points attribués par la Grèce
| 5 points | Belgique                         |
| 2 points | Pays-Bas                         |
| 1 point  | Allemagne Luxembourg Royaume-Uni |

### Points attribués à la Grèce
| 10 points | 9 points   | 8 points | 7 points | 6 points   |
| --------- | ---------- | -------- | -------- | ---------- |
|           |            |          |          |            |
| 5 points  | 4 points   | 3 points | 2 points | 1 point    |
|           | - Pays-Bas |          | - Suède  | - Portugal |

Marinella interprète Krasí, thálassa ke t'agóri mou en 5e position, suivant la Norvège et précédant Israël. 
Au terme du vote final, la Grèce termine 11e sur 17 pays, ayant reçu 7 points au total provenant de 3 pays,.